# Francisco Menoyo Baños
Francisco Menoyo Baños   (Iloilo, 20 de novembre de 1895 - Granada, 14 d'agost de 1939) va ser un militar i polític socialista espanyol que va participar en la Guerra civil espanyola. També va ser el primer alcalde socialista de Granada, estant en el càrrec durant el període 1931-1932.

## Biografia
Carrera professional
Nascut el 20 de novembre de 1895, en la llavors colònia de les Filipines. Fill d'un funcionari, en 1898 va marxar a Espanya al costat de la seva família després de la derrota enfront dels Estats Units.
El 1912 va ingressar en l'Acadèmia d'Enginyers de Guadalajara, i es llicencià cinc anys després amb el rang de primer tinent. La seva primera destinació va ser en el Regiment de Ferrocarrils de Cuatro Vientos (Madrid). Entre 1920 i 1922 va estar destinat a Menorca, i a partir de 1922 a Barcelona. El 1925 va estar destinat a Tetuan, participant en els combats de la guerra d'Àfrica. A l'any següent va passar a la reserva general, i el 1931 va ser baixa definitiva en l'Exèrcit.
A més de la seva activitat militar, Menoyo Baños va treballar com a enginyer civil i va començar a atreure'l la política. El 1924 es va afiliar a l'Agrupació Socialista de Granada, i fou escollit regidor de l'Ajuntament granadí a les eleccions municipals del 12 d'abril de 1931 que van portar a la proclamació de la Segona República Espanyola. El 18 de setembre d'aquest any es va convertir en alcalde de Granada, càrrec que va exercir fins a la primavera de 1932. Durant la seva etapa a l'Ajuntament va destacar al capdavant de les obres públiques. Després de la "Revolució de 1934" va ser detingut i alliberat poc després. El 3 de maig de 1936 va ser elegit diputat a Corts per la circumscripció de Granada, durant la repetició que es va fer de les eleccions generals en aquest districte.

### Guerra civil
Poc després del començament de la Guerra civil s'incorpora a l'Exèrcit republicà, amb el rang de capità d'enginyers. Va participar en la defensa de Madrid integrat en la 5a Brigada Mixta de carabiners. Al juny de 1937 va passar a manar la 22a Divisió, en el Front de Granada, i des de novembre d'aquest any fins al final de la guerra ostenta la comandància del IX Cos d'Exèrcit. Després del Cop de Casado, al començament de març de 1939 va ser nomenat comandant de l'Exèrcit d'Andalusia, substituint al destituït coronel Domingo Moriones Larraga. Cap al final de la contesa el ja coronel Menoyo Baños va ser qui va negociar la rendició de les forces republicanes destacades en la zona d'Andalusia oriental. Detingut pels franquistes, va ser traslladat a Granada, jutjat per «rebel·lió militar», condemnat a mort i executat en les tàpies del cementiri de Granada.